# لتیتیا بریسده
لتیتیا بریسده (اسپانیایی: Letitia Vriesde‎؛ زادهٔ ۵ اکتبر ۱۹۶۴) ورزشکار دو و میدانی اهل سورینام است که در مسابقات جهانی دو و میدانی، مسابقات دو و میدانی داخل سالن جهان، جام قاره‌ای دو و میدانی، مسابقات قهرمانی دو و میدانی آمریکای جنوبی، بازی‌های پان امریکن و بازی‌های آمریکای مرکزی و کارائیب در مجموع برندهٔ ۹ مدال طلا، ۶ مدال نقره، ۵ مدال برنز شده‌است.

## رکورد رقابتی
| سال                                                                                        | مسابقه                                      | محل برگزاری                    | مقام                   | رویداد                 | توضیحات                |
| به نمایندگی از سورینام                                                                     | به نمایندگی از سورینام                      | به نمایندگی از سورینام         | به نمایندگی از سورینام | به نمایندگی از سورینام | به نمایندگی از سورینام |
| ------------------------------------------------------------------------------------------ | ------------------------------------------- | ------------------------------ | ---------------------- | ---------------------- | ---------------------- |
| ۱۹۸۸                                                                                       | بازی‌های المپیک تابستانی ۱۹۸۸                | سئول                           | ۱۴ام (sf)              | ۸۰۰ متر                | ۲:۰۲٫۳۴                |
| ۱۹۸۸                                                                                       | بازی‌های المپیک تابستانی ۱۹۸۸                | سئول                           | ۲۲ام (sf)              | ۱۵۰۰ متر               | ۴:۱۹٫۵۸                |
| ۱۹۹۰                                                                                       | بازی‌های آمریکای مرکزی و کارائیب             | مکزیکو سیتی، مکزیک             | ۲ام                    | ۸۰۰ متر                | ۲:۰۴٫۸۷ A              |
| ۱۹۹۰                                                                                       | بازی‌های آمریکای مرکزی و کارائیب             | مکزیکو سیتی، مکزیک             | ۱ام                    | ۱۵۰۰ متر               | ۴:۲۶٫۲۸ A              |
| ۱۹۹۰                                                                                       | بازی‌های آمریکای جنوبی                       | لیما، پرو                      | ۱ام                    | ۸۰۰ متر                | ۲:۰۶٫۲                 |
| ۱۹۹۰                                                                                       | بازی‌های آمریکای جنوبی                       | لیما، پرو                      | ۱ام                    | ۱۵۰۰ متر               | ۴:۲۳٫۰                 |
| ۱۹۹۱                                                                                       | بازی‌های پان امریکن                          | هاوانا، کوبا                   | ۴ام                    | ۸۰۰ متر                | ۲:۰۱٫۴۶                |
| ۱۹۹۱                                                                                       | بازی‌های پان امریکن                          | هاوانا، کوبا                   | ۲ام                    | ۱۵۰۰ متر               | ۴:۱۶٫۷۵                |
| ۱۹۹۱                                                                                       | مسابقات جهانی دو و میدانی ۱۹۹۱              | توکیو، ژاپن                    | ۵ام                    | ۸۰۰ متر                | ۱:۵۸٫۲۵                |
| ۱۹۹۱                                                                                       | مسابقات جهانی دو و میدانی ۱۹۹۱              | توکیو، ژاپن                    | ۸ام                    | ۱۵۰۰ متر               | ۴:۰۹٫۶۷                |
| ۱۹۹۲                                                                                       | بازی‌های المپیک تابستانی ۱۹۹۲                | بارسلون، اسپانیا               | ۵ام (sf)               | ۸۰۰ متر                | ۱:۵۸٫۲۸                |
| ۱۹۹۲                                                                                       | بازی‌های المپیک تابستانی ۱۹۹۲                | بارسلون، اسپانیا               | ۸ام                    | ۱۵۰۰ متر               | ۴:۰۹٫۶۴                |
| ۱۹۹۳                                                                                       | بازی‌های آمریکای مرکزی و کارائیب             | پونس، پورتوریکو، پورتوریکو     | ۱ام                    | ۸۰۰ متر                | ۲:۰۴٫۲۸                |
| ۱۹۹۳                                                                                       | بازی‌های آمریکای مرکزی و کارائیب             | پونس، پورتوریکو، پورتوریکو     | ۱ام                    | ۱۵۰۰ متر               | ۴:۱۸٫۴۵                |
| ۱۹۹۴                                                                                       | بازی‌های آمریکای جنوبی                       | والنسیا، ونزوئلا               | ۲ام                    | ۸۰۰ متر                | ۲:۰۶٫۲                 |
| ۱۹۹۴                                                                                       | بازی‌های آمریکای جنوبی                       | والنسیا، ونزوئلا               | ۲ام                    | ۱۵۰۰ متر               | ۴:۲۳٫۰                 |
| ۱۹۹۵                                                                                       | مسابقات دو و میدانی داخل سالن جهان          | بارسلون، اسپانیا               | ۳ام                    | ۸۰۰ متر                | ۲:۰۰٫۳۶                |
| ۱۹۹۵                                                                                       | بازی‌های پان امریکن                          | مار دل پلاتا، آرژانتین         | ۳ام                    | ۸۰۰ متر                | ۲:۰۲٫۲۵                |
| ۱۹۹۵                                                                                       | بازی‌های پان امریکن                          | مار دل پلاتا، آرژانتین         | ۴ام                    | ۱۵۰۰ متر               | ۴:۲۳٫۸۰                |
| ۱۹۹۵                                                                                       | مسابقات جهانی دو و میدانی ۱۹۹۵              | یوتبری، سوئد                   | ۲ام                    | ۸۰۰ متر                | ۱:۵۶٫۶۸                |
| ۱۹۹۶                                                                                       | بازی‌های المپیک تابستانی ۱۹۹۶                | آتلانتا، ایالات متحده آمریکا   | ۷ام (sf)               | ۸۰۰ متر                | ۱:۵۸٫۲۹                |
| ۱۹۹۷                                                                                       | مسابقات دو و میدانی داخل سالن جهان          | پاریس، فرانسه                  | ۴ام                    | ۸۰۰ متر                | ۱:۵۹٫۸۴                |
| ۱۹۹۷                                                                                       | مسابقات جهانی دو و میدانی ۱۹۹۷              | آتن، یونان                     | ۴ام                    | ۸۰۰ متر                | ۱:۵۸٫۱۲                |
| ۱۹۹۸                                                                                       | بازی‌های آمریکای مرکزی و کارائیب             | ماراکایبو، ونزوئلا             | ۱ام                    | ۸۰۰ متر                | ۲:۰۰٫۲۴                |
| ۱۹۹۸                                                                                       | جام قاره‌ای دو و میدانی                      | ژوهانسبورگ، آفریقای جنوبی      | ۳ام                    | 800 m                  | ۲:۰۰٫۵۶1               |
| ۱۹۹۹                                                                                       | مسابقات دو و میدانی داخل سالن جهان          | مائه‌باشی، گونما، ژاپن          | ۱۱ام (sf)              | ۸۰۰ متر                | ۲:۰۳٫۵۰                |
| ۱۹۹۹                                                                                       | بازی‌های پان امریکن                          | وینیپگ، کانادا                 | ۱ام                    | ۸۰۰ متر                | ۱:۵۹٫۹۵                |
| ۱۹۹۹                                                                                       | مسابقات جهانی دو و میدانی ۱۹۹۹              | سویل (شهر), اسپانیا            | ۷ام (sf)               | ۸۰۰ متر                | ۲:۰۰٫۳۳                |
| ۲۰۰۰                                                                                       | بازی‌های المپیک تابستانی ۲۰۰۰                | سیدنی، استرالیا                | ۱۸ام (h)               | ۸۰۰ متر                | ۲:۰۲٫۰۹                |
| ۲۰۰۱                                                                                       | مسابقات قهرمانی دو و میدانی آمریکای جنوبی   | مانائوس، برزیل                 | ۲ام                    | ۸۰۰ متر                | ۲:۰۰٫۹۳                |
| ۲۰۰۱                                                                                       | مسابقات قهرمانی دو و میدانی آمریکای جنوبی   | مانائوس، برزیل                 | ۱ام                    | ۱۵۰۰ متر               | ۴:۱۹٫۹۷                |
| ۲۰۰۱                                                                                       | مسابقات جهانی دو و میدانی ۲۰۰۱              | ادمونتون، کانادا               | ۳ام                    | ۸۰۰ متر                | ۱:۵۷٫۳۵                |
| ۲۰۰۲                                                                                       | بازی‌های آمریکای مرکزی و کارائیب             | سان سالوادور، السالوادور       | ۱ام                    | ۸۰۰ متر                | ۲:۰۴٫۵۰                |
| ۲۰۰۳                                                                                       | بازی‌های پان امریکن                          | سانتو دومینگو، جمهوری دومینیکن | –                      | ۸۰۰ متر                | DQ                     |
| ۲۰۰۳                                                                                       | مسابقات جهانی دو و میدانی ۲۰۰۳              | پاریس، فرانسه                  | ۱۱ام (sf)              | ۸۰۰ متر                | ۲:۰۰٫۸۸                |
| ۲۰۰۴                                                                                       | دو و میدانی در بازی‌های المپیک تابستانی ۲۰۰۴ | آتن، یونان                     | ۲۴ام (sf)              | ۸۰۰ متر                | ۲:۰۶٫۹۵                |
| ۲۰۰۵                                                                                       | مسابقات جهانی دو و میدانی ۲۰۰۵              | هلسینکی، فنلاند                | ۱۹ام (sf)              | ۸۰۰ متر                | ۲:۰۲٫۰۷                |
| نتایج همراه با (h) یا (sf) indicates overall position in heats یا semifinals respectively. |                                             |                                |                        |                        |                        |

1به نمایندگی از قاره آمریکا